# Hele herligheden
Hele herligheden er en svensk dramedyfilm fra 1998 instrueret af Leif Magnusson. I hovedrollerne ses blandt andre Tomas von Brömssen og Mikael Persbrandt.

## Handling
Torsten W. Olsson er en midaldrende mand der arbejder som svensklærer i et lille landsbysamfund. Han har aldrig været sammen med en kvinde.

## Medvirkende (i udvalg)
- Tomas von Brömssen som Torsten William Olsson
- Mikael Persbrandt som Glenn
- Anna Wallander som Vivianne
- Maria Langhammer som Berit
- Wallis Grahn som gammel dame
- Iwar Wiklander som rektor
- Martin Wallström som Jörgen